# Une mémoire d'éléphant (téléfilm)
Pour le roman, voir Une mémoire d'éléphant.
Une mémoire d'éléphant (Elephants Can Remember) est un téléfilm britannique de la série télévisée Hercule Poirot, réalisé par John Strickland, sur un scénario de Nick Dear, d'après le roman Une mémoire d'éléphant d'Agatha Christie.
Ce téléfilm, qui constitue le 66e épisode de la série, a été diffusé pour la première fois au Royaume-Uni le 9 juin 2013 sur ITV. En France, la première diffusion a eu lieu le 27 décembre 2013 sur TMC.

## Synopsis
Les Ravenscroft sont retrouvés tous les deux morts d'une balle dans la tête. La police conclut alors à un double suicide sans trop y croire, le couple étant connu pour filer le parfait amour.
Treize ans plus tard, à la demande de sa filleule Celia Ravenscroft, l'écrivaine Ariadne Oliver enquête sur la mort mystérieuse de ses parents. Elle demande l'aide de Poirot mais celui-ci est déjà concentré sur un autre meurtre, celui du père du Dr Willoughby, un ami personnel. Mais au fur et à mesure de l'avancement des deux enquêtes, Poirot se trouve être de plus en plus intéressé par les investigations de son amie.

## Production

### Développement
En novembre 2011, ITV annonce la mise en production de cinq épisodes pour une dernière saison dont la diffusion est prévue courant 2013.

### Fiche technique

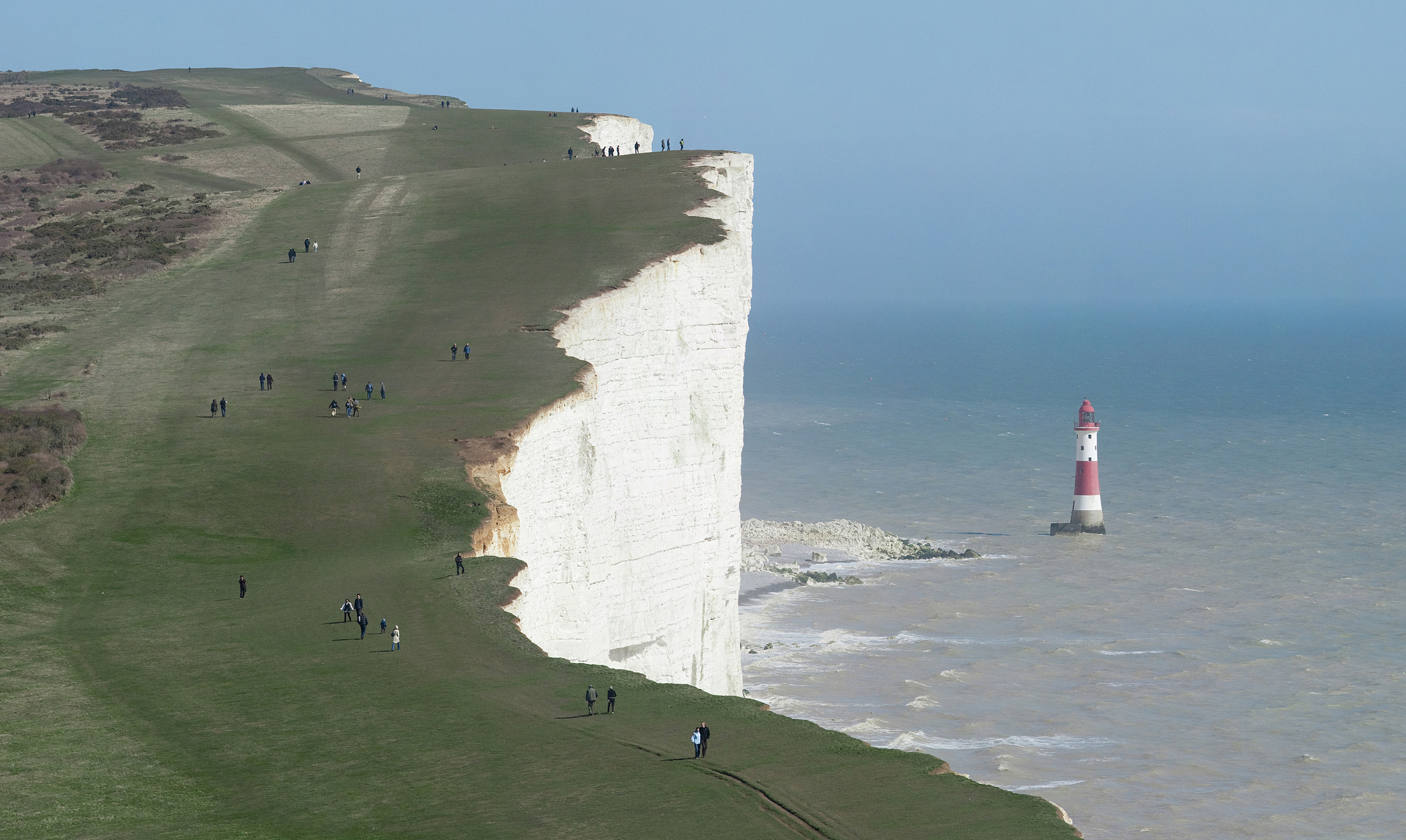
Beachy Head

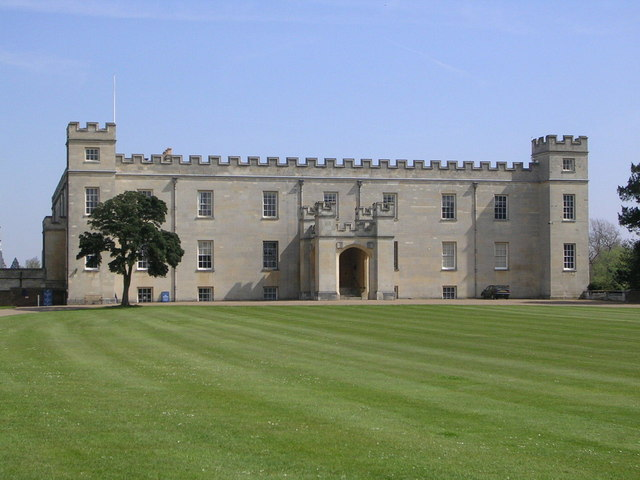
Syon House

- Titre français : Une mémoire d'éléphant
- Titre original : Elephants Can Remember
- Réalisation : John Strickland
- Scénario : Nick Dear, d'après le roman Une mémoire d'éléphant (1972) d'Agatha Christie
- Décors : Jeff Tessler
- Costumes : Sheena Napier
- Photographie : Gavin Finney
- Montage : Michael Harrowes
- Musique originale : Christian Henson
- Casting : Susie Parriss
- Production : David Boulter
  - Production déléguée : Julie Burnell, Hilary Strong, Mathew Prichard, Michele Buck, Karen Thrussell et Damien Timmer
  - Production associé : David Suchet
- Sociétés de production : ITV Studios et Agatha Christie Ltd.
- Durée : 90 minutes
- Pays d'origine :  Royaume-Uni
- Langue originale : Anglais
- Genre : Policier
- Ordre dans la série : 66e (1er épisode de la saison 13)
- Premières diffusions :
  -  Royaume-Uni : 9 juin 2013 sur ITV
  -  France : 27 décembre 2013 sur TMC
  -  États-Unis : 11 août 2014 sur Acorn TV (internet)

### Lieux de tournage
- Beachy Head, falaise près d'Eastbourne, Sussex de l'Est en Angleterre[2]
- Seaford Head, falaise près de Seaford, Sussex de l'Est en Angleterre[2]
- Syon House, Borough londonien de Hounslow, Londres[2]

## Distribution
- David Suchet (VF : Philippe Ariotti) : Hercule Poirot
- Zoë Wanamaker (VF : Christine Delaroche) : Ariadne Oliver
- Adrian Lukis : Général Ravenscroft
- Annabel Mullion : Lady Ravenscroft
- Greta Scacchi : Mrs Burton-Cox
- Iain Glen (VF : Patrick Béthune) : Docteur Willoughby
- Vincent Regan : Détective Inspecteur Beate
- Alexandra Dowling : Marie
- Vanessa Kirby (VF : Flora Kaprielian) : Celia Ravenscroft
- Caroline Blakiston : Julia Carstairs
- Elsa Mollien : Zelie Rouxelle
- Maxine Evans : Mrs Buckle
- Hazel Douglas : Mrs Matcham
- Jo-Anne Stockham : Mrs Willoughby
- Ferdinand Kingsley : Desmond Burton-Cox
- Danny Webb : Superintendant Garroway
- Claire Cox : Dorothea Jarrow
- Ruth Sheen : Madame Rosentelle

## Commentaire
Pour les cinq derniers épisodes de la treizième et dernière saison de la série, la voix française d’Hercule Poirot n'est plus celle de Roger Carel, ce dernier ayant ralenti son activité depuis la fin 2010.
C'est Philippe Ariotti, qui prend la relève pour s’occuper de la voix d'Hercule Poirot pour les cinq derniers épisodes de la série.
Alors que le roman ne s’intéresse qu'à la mort du couple Ravenscroft des années plus tôt, l'épisode comporte une autre affaire, inédite de l’œuvre d'Agatha Christie, de la mort d'un ancien médecin psychiatre. Poirot mène cette enquête inédite tandis que Ariadne enquête seule sur l'affaire des Ravenscroft jusqu'à ce que les deux affaires se retrouvent liées. L'assassin de l'affaire de Poirot tentera de s'en prendre à la fille des Ravenscroft et celui-ci sera démasqué et arrêté à la fin.

## Accueil
Ben Lawrence, de The Daily Telegraph, attribue au téléfilm une note de 3 étoiles (sur cinq), trouvant le scénario peu crédible et trainant en longueur. Cependant il salue la performance des acteurs, et particulièrement Zoë Wanamaker dans le rôle d'une Ariadne Oliver au style excentrique « bohémien », jurant parfaitement avec le calme et la droiture du Poirot de David Suchet.
Au Royaume-Uni, le téléfilm est regardé par 4,8 millions de téléspectateurs, soit 21,7 % de part d'audience, se plaçant en tête des programmes.
En France, le téléfilm est suivi par 914 000 téléspectateurs, soit 3,7 % de part d'audience, se plaçant 6e programme de la soirée.